# John Slater
John Clark Slater (Oak Park, 22 dicembre 1900 – Sanibel, 25 luglio 1976) fu un eminente fisico e chimico teorico statunitense.
Slater studiò presso l'Università di Rochester e si guadagnò il suo Bachelor of Science nel 1920. Continuò la carriera accademica fino ad ottenere il PhD in fisica, conseguito all'Università Harvard nel 1923, e proseguì gli studi all'Università di Cambridge, per poi tornare alla Harvard. Nel 1924, collaborò con Niels Bohr e Hendrik Kramers sulla teoria BKS (Bohr, Kramers, Slater) che servì da base per la teoria quantistica di Werner Karl Heisenberg. Dal 1930 al 1966 fu professore di fisica presso il Massachusetts Institute of Technology. Si spostò quindi all'Università della Florida dove fu professore ricercatore dal 1966 al 1976 in fisica e chimica. A Slater spetta la scoperta delle funzioni di calcolo che descrivono gli orbitali atomici (detto orbitale di Slater) e anche l'introduzione delle cosiddette regole di Slater, per il calcolo della carica nucleare efficace degli elettroni più esterni in un atomo.
William Shockley, suo allievo, ricevette il premio Nobel per la Fisica per i suoi lavori nella fisica dello stato solido.